# Лани (Єнджейовський повіт)
Лани (пол. Łany) — село в Польщі, у гміні Водзіслав Єнджейовського повіту Свентокшиського воєводства.
Населення — 158 осіб (2011).
У 1975—1998 роках село належало до Келецького воєводства.

## Демографія
Демографічна структура на день 31 березня 2011 року:
|          | Загалом | Допрацездатний вік | Працездатний вік | Постпрацездатний вік |
| -------- | ------- | ------------------ | ---------------- | -------------------- |
| Чоловіки | 70      | 11                 | 45               | 14                   |
| Жінки    | 88      | 15                 | 48               | 25                   |
| Разом    | 158     | 26                 | 93               | 39                   |